# Qidma uFittuach
Qidma uFittuach (hebräisch קִדְמָה וּפִתּוּחַ Qidmah ū-Fittūach, deutsch ‚Fortschritt und Entwicklung‘, Plene: קידמה ופיתוח; arabisch تقدم وتطور, DMG Taqadam wa-Taṭūr) war eine politische Partei in Israel, die 1959 zum ersten Mal in die Knesset gewählt wurde und sich am 8. März 1977 auflöste.

## Geschichte
Die Partei war eine israelisch-arabische Partei, die mit David Ben-Gurions Mapai assoziiert war. Bei den Wahlen am 3. November 1959 erhielt die Partei 1,3 % der Stimmen und zwei Sitze, Abgeordnete waren Ahmed A-Dahar und Elias Nakhleh. Da sie mit Mapai assoziiert waren, bildeten sie auch Teil der Regierungskoalition. Bei den Wahlen am 15. August 1961 erhielt die Partei 1,6 % der Stimmen und war Teil aller drei Regierungskoalitionen während der fünften Legislaturperiode. Bei den Wahlen am 1. November 1965 erhielt die Partei 1,9 % der Stimmen und nahm an der Regierungskoalition unter Levi Eshkol teil. Bei den Wahlen am 28. Oktober 1969 erhielt die Partei 2,1 % der Stimmen und war an der Regierungskoalition unter Golda Meir beteiligt. Bei den Wahlen am 31. Dezember 1973 erhielt die Partei 1,4 % der Stimmen und musste sich am 8. März 1977 auflösen.